# Hudson (Colorado)
Pour les articles homonymes, voir Hudson.
Hudson est une ville américaine située dans le comté de Weld dans le Colorado.
La ville doit son nom à la société Hudson City Land and Improvement, qui a fondé la ville.

## Démographie
Selon le recensement de 2010, Hudson compte 2 356 habitants. La municipalité s'étend sur 4,74 milles carrés (12,28 km2).
| 1920 | 1930 | 1940 | 1950 | 1960 | 1970 |
| ---- | ---- | ---- | ---- | ---- | ---- |
| 322  | 346  | 295  | 365  | 430  | 518  |

| 1980 | 1990 | 2000  | 2010  | - | - |
| ---- | ---- | ----- | ----- | - | - |
| 698  | 918  | 1 565 | 2 356 | - | - |